# Phœnix de Sherbrooke
Pour les articles homonymes, voir Phoenix.
Le Phœnix de Sherbrooke est une équipe de hockey sur glace évoluant dans la Ligue de hockey junior Maritimes Québec depuis la saison 2012-2013. Le club a élu domicile au Palais des sports Léopold-Drolet situé à Sherbrooke, directement face au Cégep de Sherbrooke.

## Historique
Le Phœnix de Sherbrooke est la plus récente concession de la LHJMQ. L'équipe, menée par un groupe d'hommes d'affaires de la région, dont Jocelyn Thibault, ancien gardien de but de la Ligue nationale de hockey, voit le jour en 2011. C'est toutefois en 2012 qu'elle fait officiellement son entrée dans la LHJMQ. Il s'agit de la troisième franchise de la LHJMQ à s'établir à Sherbrooke. La ville était sans équipe depuis le départ des Castors en 2003. Le 24 novembre 2011, le président de l'équipe, Denis Bourque, dévoile le nom sous lequel le club évoluera : le Phœnix.

### Juin 2012

#### Joueurs
Le Phœnix possède le premier choix au repêchage et sélectionne le tout premier joueur qui se joindra à l'alignement sherbrooke : Daniel Audette. La recrue est encore aujourd'hui dans le livre des records de la jeune concession. Ses 237 points dans l'uniforme bleu et beige constituent le meilleur total à vie par un joueur de l'organisation en saison régulière.

#### Entraineurs
Judes Vallée devient le tout premier entraîneur-chef du Club. Il est épaulé par Stéphane Julien et Pascal Rhéaume. À la mi-saison 2015-2016, Judes Vallée quitte l'organisation et Stéphane Julien prend officiellement les rênes de l'équipe. Depuis, il a mené l'équipe a des sommets, notamment lors de la campagne 2019-2020. Il a d'ailleurs remporté le titre d'entraineur de l'année dans la LHJMQ en mai 2020.
Du côté des entraineurs adjoints, Pascal Rhéaume est demeuré en poste jusqu'en 2018. Olivier Picard et Jean-Christophe Poulin deviennent les assistants de Stéphane Julien en juin 2018.

#### Directeurs gérants
Patrick Charbonneau est le tout premier DG du Phœnix. Il quittera ses fonctions au même moment que Judes Vallée, soit à la mi-saison 2015-2016. C'est Jocelyn Thibault, copropriétaire de l'équipe, qui prendra le relai. Dès son entrée en poste, il précise qu'il occupe ce poste de manière temporaire. En mai 2020, il remporte le trophée Maurice-Filion, remis au directeur général de l'année dans la LHJMQ. Après 4 ans et demi à la barre de l'équipe, il annonce le retrait de ses fonctions le 10 juin 2020. C'est alors à Stéphane Julien qu'on confie le poste de DG. L'entraineur-chef occupe maintenant les doubles fonctions.

### 2012-2019
Le Phœnix connait des saisons plus difficiles dans les premières années de son histoire. En avril 2018, la formation sherbrookoise remporte une première ronde éliminatoire en défaisant les Huskies de Rouyn-Noranda à la limite des 7 rencontres. L'équipe est toutefois éliminée en deuxième ronde par le Titan d'Acadie-Bathurst, équipe championne de la Coupe Mémorial en 2018.
En avril 2019, le Phœnix accède une fois de plus au 2e tour des séries après avoir éliminé l'Armada de Blainville-Boisbriand en 5 rencontres. Les hommes de Stéphane Julien sont défaits à leur tour 4-1 en 2e ronde alors qu'ils affrontent les Voltigeurs de Drummondville. Le dernier match de cette série est haut en émotions. Contre toute attente, le Phœnix crée l'égalité au 5e match et force la tenue de deux périodes de prolongation. Les Voltigeurs ont célébré deux fois, avant de se faire refuser les buts. Dans la défaite, le gardien Dakota Lund-Cornish a effectué 69 arrêts sur 72 lancers.

### Saison 2019-2020
En mars 2019, l'équipe fait évoluer les couleurs de son logo. Lors de saison régulière 2019-2020, avec 106 points et un pourcentage de points de 84,1 %, l'équipe demeure au 1er du classement général de la LCH. De nombreux records de concession sont établis au fil de la saison. Elle bat également un record de ligue, alors qu'elle enregistre le meilleur jeu de puissance de l'histoire de la LHJMQ avec 36,5 % d'efficacité (73 buts en 200 occasions), déclassant le record précédant de 36,3 % détenu par les Éperviers de Sorel 1973-1974.
L'édition 2019-2020 du Phœnix est la plus victorieuse avec 51 victoires en 63 rencontres. La formation possède la meilleure attaque du circuit avec 290 buts marqués, ce qui lui vaut le trophée Louis-Robitaille.
La pandémie de la COVID-19 met fin à une saison. L'équipe obtient toutefois le trophée Jean-Rougeau, remis à la meilleure équipe en saison régulière.

### Saison 2022-2023
Ils atteignent le plateau des 50 victoires et 100 points pour une deuxième fois dans leur histoire.
Ils battent leur record personnel en enregistrant 317 buts marqués, avec une performance de 99 points en 55 parties par Joshua Roy. Ils perdent en troisième ronde des séries en se faisant éliminer par les Mooseheads d'Halifax.

### Saison 2023-2024
Stéphane Julien quitte son poste de directeur général et entraîneur chef, et accepte un rôle avec les Griffins de Grand Rapids. Le Phœnix engage Gilles Bouchard en remplacement comme entraîneur-chef, et Philippe Sauvé comme directeur général.
En 2023, pour la première fois de son histoire, le Phœnix de Sherbrooke accueille une femme dans son équipe d'entraîneurs. Tricia Deguire épaulera Jonathan Deschênes à titre d'entraîneuse pendant l'absence de Gilles Bouchard.

### Saison 2024-2025
Avec l'arrivée de la saison 2024-2025, le Phœnix de Sherbrooke a misé sur le repêchage international pour renforcer l'équipe. Ils ont sélectionné le gardien letton Linard Feldbergs. Ce repêchage suscite plusieurs réactions puisque la formation performait bien.
Le 30 juin 2024, le Phœnix a complété son groupe d’entraîneurs actuels en embauchant Shawn Lanoue.
Shawn Lanoue était anciennement à la tête des Forestiers d’Amos dans la Ligue de hockey M18 AAA du Québec.
L’attaquant Olivier Dubois a été nommé capitaine de la formation sherbrookoise le 5 septembre 2024.
Malgré une équipe pleine de changement, le Phœnix commence la saison en force enchaînant 5 victoires.
Gilles Bouchard, toujours à la tête de l'équipe junior majeur obtient sa 250e victoire dans la LHJMQ en février 2025.

## Statistiques
| Saison    | PJ | V  | D  | DP | DTB | % V  | BP  | BC  | Pts | Classement                    | Séries éliminatoires       | Entraîneur      |
| --------- | -- | -- | -- | -- | --- | ---- | --- | --- | --- | ----------------------------- | -------------------------- | --------------- |
| 2012-2013 | 68 | 21 | 38 | 3  | 6   | 37,5 | 188 | 282 | 51  | 6e de la division Telus Ouest | Éliminés au 1er tour       | Judes Vallée    |
| 2013-2014 | 68 | 16 | 43 | 4  | 5   | 30,1 | 180 | 300 | 41  | 6e de la division Telus Ouest | Non qualifiés              | Judes Vallée    |
| 2014-2015 | 68 | 36 | 26 | 2  | 4   | 57,4 | 228 | 245 | 78  | 3e de la division Telus Ouest | Éliminés au 1er tour       | Judes Vallée    |
| 2015-2016 | 68 | 24 | 35 | 7  | 2   | 41,9 | 207 | 241 | 57  | 5e de la division Telus Ouest | Éliminés au 1er tour       | Judes Vallée    |
| 2016-2017 | 68 | 26 | 38 | 1  | 3   | 41,2 | 214 | 268 | 56  | 6e de la division Ouest       | Non qualifiés              | Stéphane Julien |
| 2017-2018 | 68 | 34 | 23 | 7  | 4   | 58,1 | 228 | 234 | 79  | 4e de la division Ouest       | Éliminés au 2e tour        | Stéphane Julien |
| 2018-2019 | 68 | 36 | 27 | 2  | 3   | 56,6 | 249 | 247 | 77  | 3e de l'association Ouest     | Éliminés au 2e tour        | Stéphane Julien |
| 2019-2020 | 63 | 51 | 8  | 3  | 1   | 84,1 | 290 | 164 | 106 | 1er de la LHJMQ               | Séries annulées (Covid-19) | Stéphane Julien |
| 2020-2021 | 27 | 8  | 17 | 1  | 1   | 33,3 | 68  | 105 | 18  | 6e de la division Ouest       | Éliminés au 1er tour       | Stéphane Julien |
| 2021-2022 | 68 | 46 | 17 | 2  | 3   | 71,3 | 274 | 202 | 97  | 1er de la division Centrale   | Éliminés au 3e tour        | Stéphane Julien |
| 2022-2023 | 68 | 50 | 13 | 3  | 2   | 77,2 | 317 | 172 | 105 | 1er de la division Centrale   | Éliminés au 3e tour        | Stéphane Julien |
| 2023-2024 | 68 | 32 | 30 | 1  | 5   | 51,5 | 215 | 239 | 70  | 3e de la division Centrale    | Éliminés au 2e tour        | Gilles Bouchard |

## Logos successifs

Premier logo de l'équipe
Logo depuis 2019

## Joueurs
Numéros retirés
- 25 - Mathieu Dandenault
- 35 - Jocelyn Thibault